# Luch (città)
Luch (anche traslitterata come Luh) è una cittadina della Russia europea centrale, situata nella oblast' di Ivanovo; appartiene amministrativamente al rajon Luchskij, del quale è il capoluogo.